# Gustaf Peterson (politiker)
Gustaf Peterson, född 23 mars 1815 i Västervik, död 26 mars 1908 i Karlskrona, var en svensk industriman och riksdagsman.
Gustaf Peterson var son till körsnären Johan Peterson i Karlskrona. 1827 blev han bodgosse i Gustaf Westdahls järnhandel. Sedan han 1839 gift sig med Westdahls dotter fick han resurser nog att starta egen handelsverksamhet. Till en början sysslade han med diversehandel men övergick i takt med att hans ekonomiska situation förbättrades till grosshandel och rederirörelse, 1845 ägde firman fyra fartyg och 1854 åtta fartyg. 1853 ombildades verksamheten till firma under namnet Gustaf Ernberg & Comp, ett namn han dock själv inte brukade som efternamn, men väl senare antogs av hans brorsöner. Från 1883 togs brorsonen Axel Ernberg in i firman. Han var även en betydande kommunalman i Karlskrona och satt i stadens styrelse under 36 år.
Peterson var nederländsk konsul i Karlskrona. Han var även politiker och ledamot av riksdagens första kammare 1875-1884, invald i Blekinge läns valkrets.
Gustaf Peterson blev riddare av Vasaorden 1871. Han var far till Lennart Ehrenberg och farfar till Lars, Gösta och Anders Ehrenberg.